# Don Giovanni (pel·lícula)
Don Giovanni és una pel·lícula francesa de Joseph Losey estrenada el 1979. És l'adaptació cinematogràfica de l'òpera Don Giovanni de Mozart i Da Ponte, rodada completament en decorats naturals.

## Argument
Vegeu l'argument a l'article de l'òpera.

## Repartiment
- Ruggero Raimondi: Don Giovanni
- José van Dam: Leporello
- John Macurdy: el comanador
- Edda Moser:  Donna Anna
- Kiri Te Kanawa:  Donna Elvira
- Kenneth Riegel:  Don Ottavio
- Teresa Berganza:  Zerlina
- Malcolm King: Masetto
- Eric Adjani: el criat negre

## Al voltant de la pel·lícula
- Encara que estava gravada la música per a la banda original, Janine Reiss interpretava tots els acompanyaments de recitatius al clavecí sobre el plató, és a dir la majoria del temps en exteriors, malgrat les condicions de vegades molt humides (sobretot el recitatiu a l'aiguamoll) que alteraven l'instrument.
- Una gran part de la pel·lícula és rodat a la vil·la Capra (anomenada vil·la Rotonda) de Palladio, a Vicenza a Vèneto. Joseph Losey utilitza al màxim els espais de la vil·la, jugant sobretot amb l'oposició entre el nivell alt (representació noble) i el nivell semienterrat (cuines i oficis, personal).[2]

## Premis i nominacions

### Premis
- César al millor decorat per Alexandre Trauner
- César al millor muntatge per Reginald Beck

### Nominacions
- BAFTA al millor vestuari per Frantz Salieri
- BAFTA al millor so per Jean-Louis Ducarme i Jacques Maumont
- César a la millor primera pel·lícula
- César al millor director per Joseph Losey